# Asclepiadoideae
Le Asclepiadoideae R.Br. ex Burnett, 1835 sono una sottofamiglia di piante della famiglia Apocynaceae.

## Biologia
Le Asclepiadoideae si caratterizzano per le complesse strutture floreali, che riflettono meccanismi di impollinazione molto specializzata . I fiori rilasciano dei composti organici volatili che giocano un ruolo fondamentale nella selezione degli insetti pronubi (imenotteri, coleotteri, ditteri e lepidotteri).

## Tassonomia
La sottofamiglia Asclepiadoideae comprende 164 generi, raggruppati in 5 tribù e 15 sottotribù:

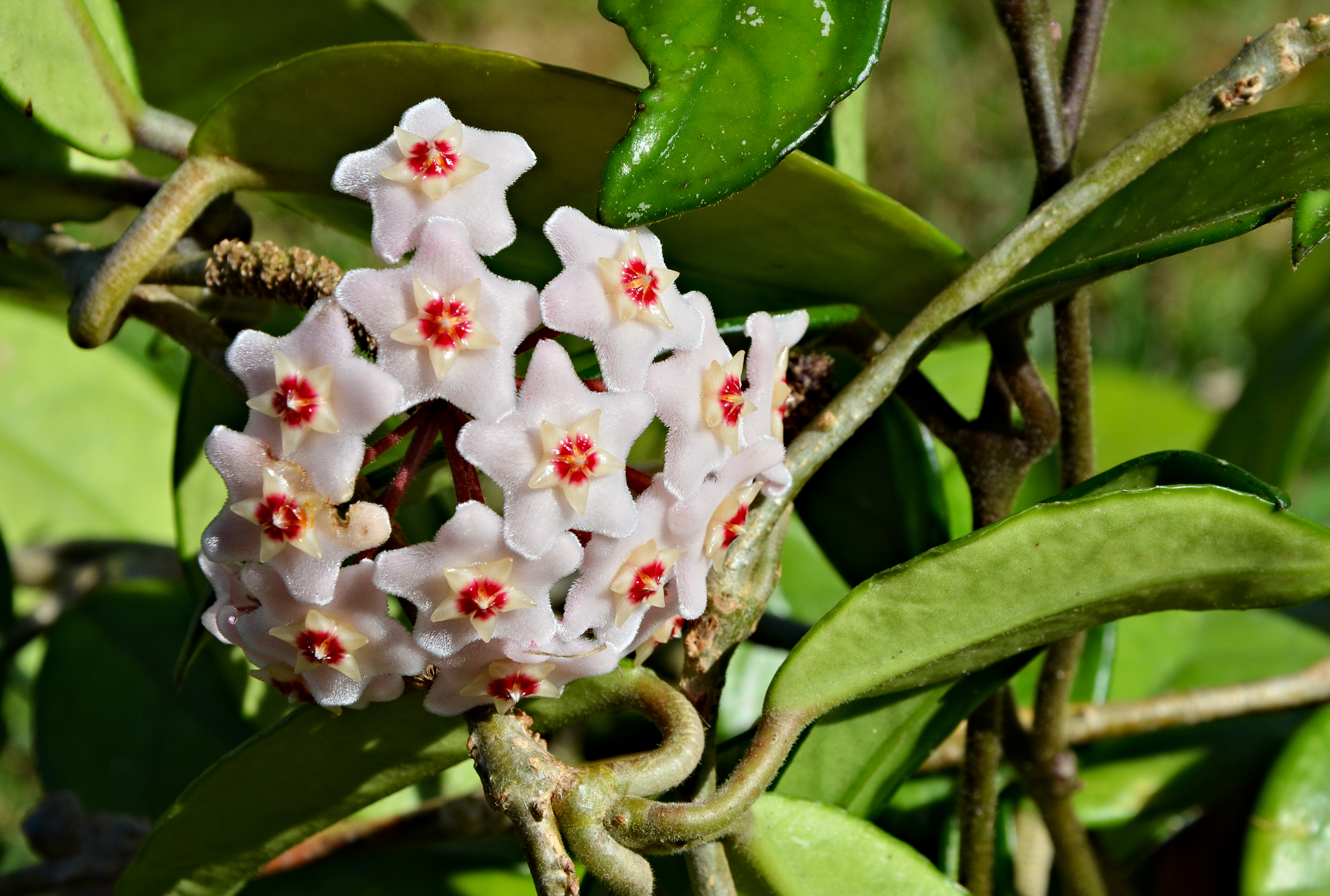
Hoya carnosa

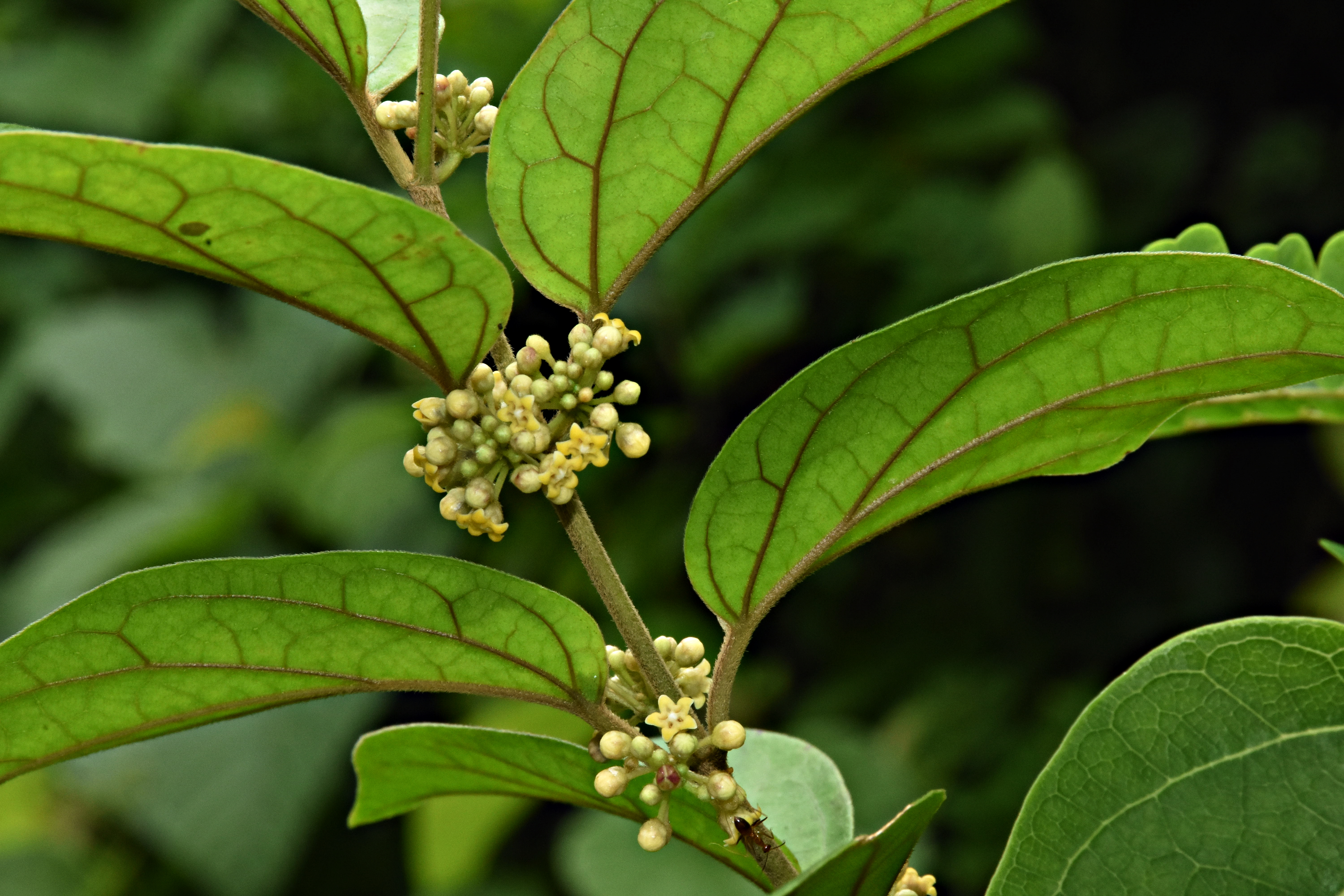
Gymnema sylvestre

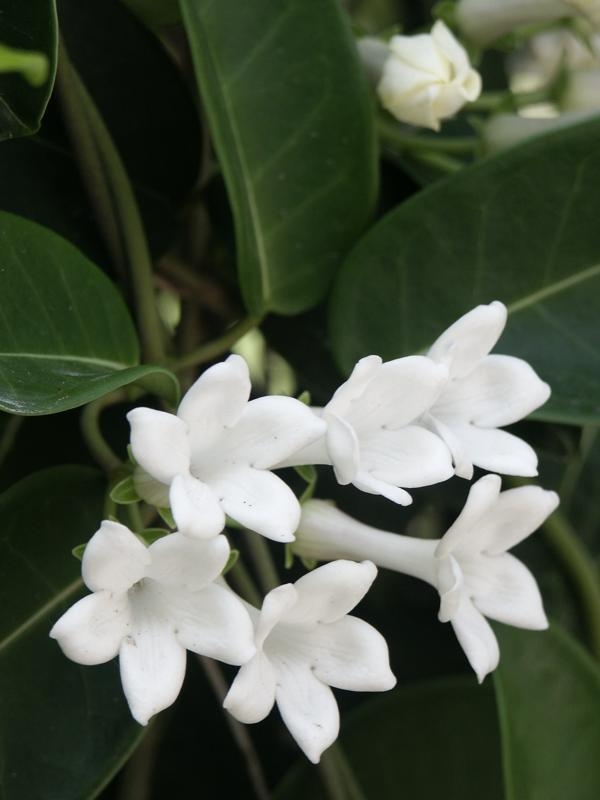
Stephanotis floribunda

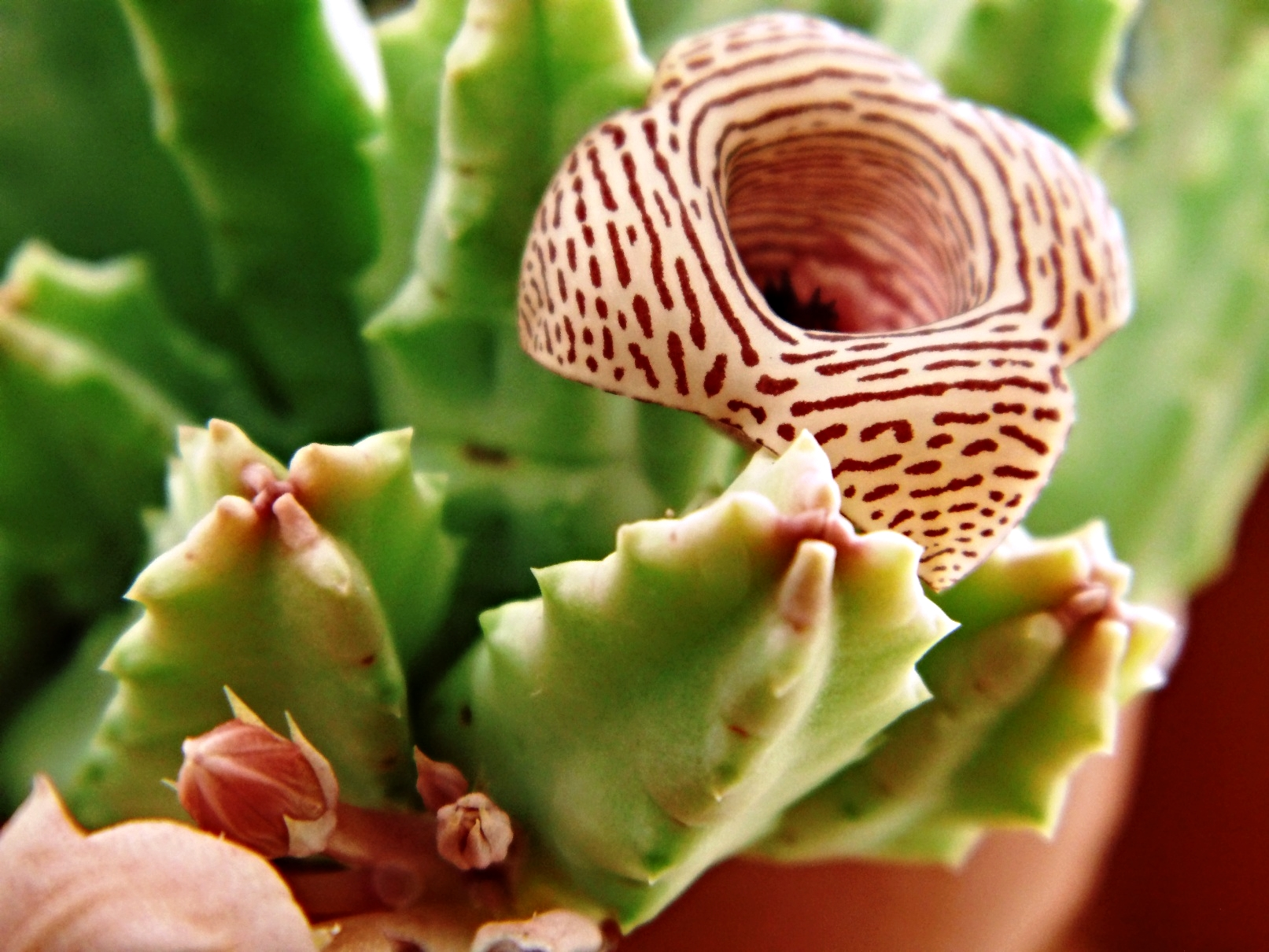
Apteranthes europaea

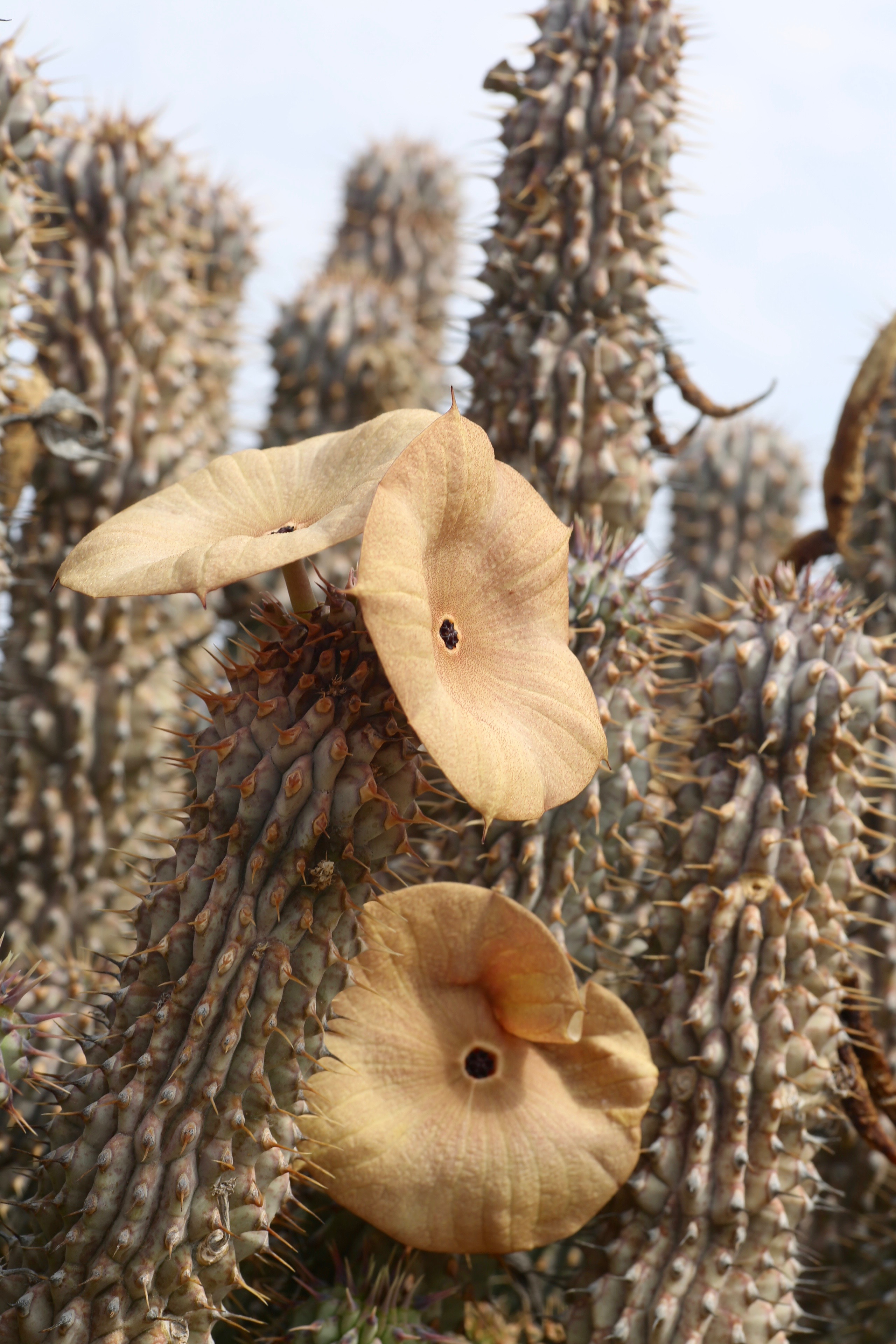
Hoodia gordonii

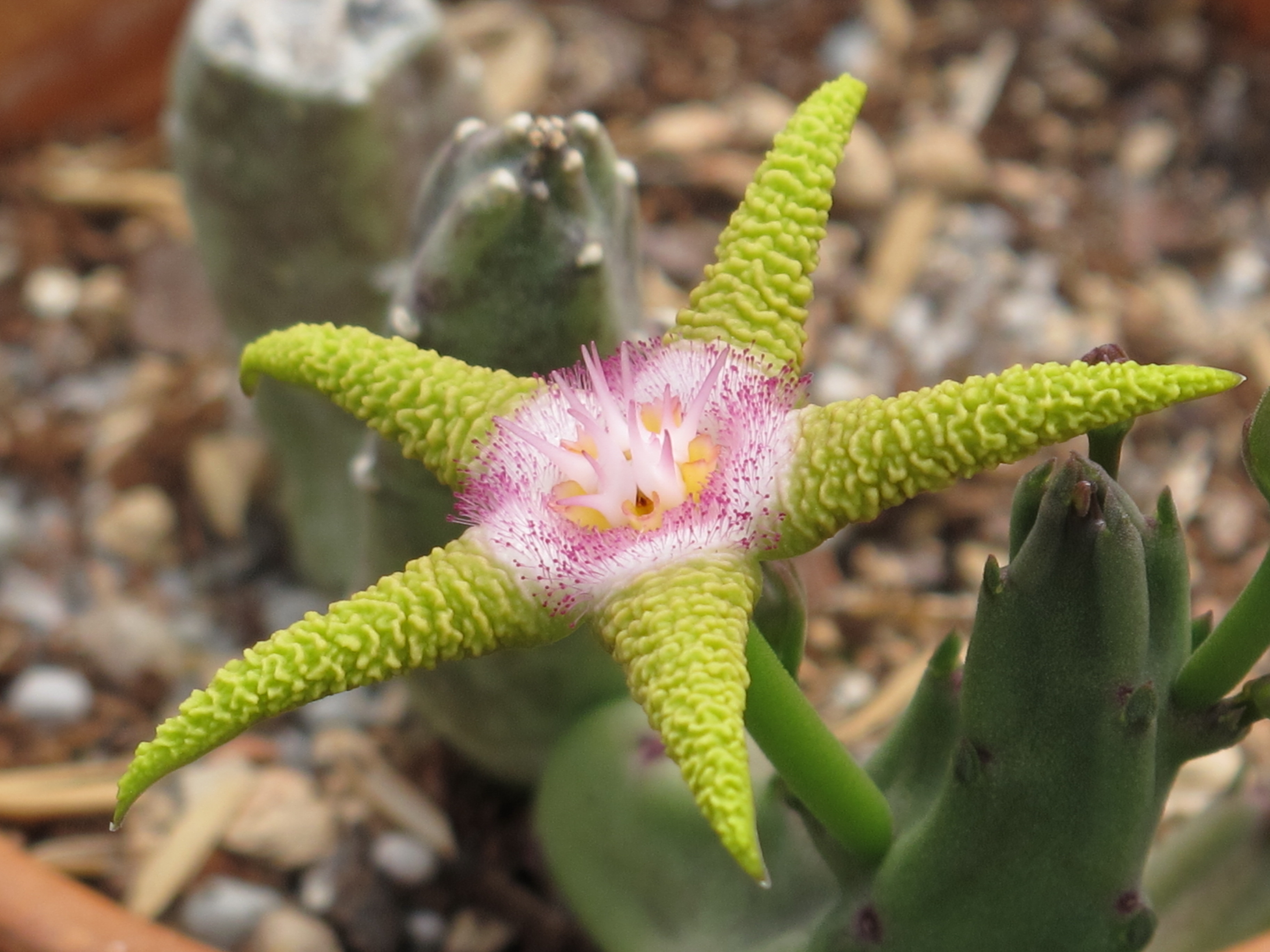
Stapelia flavopurpurea

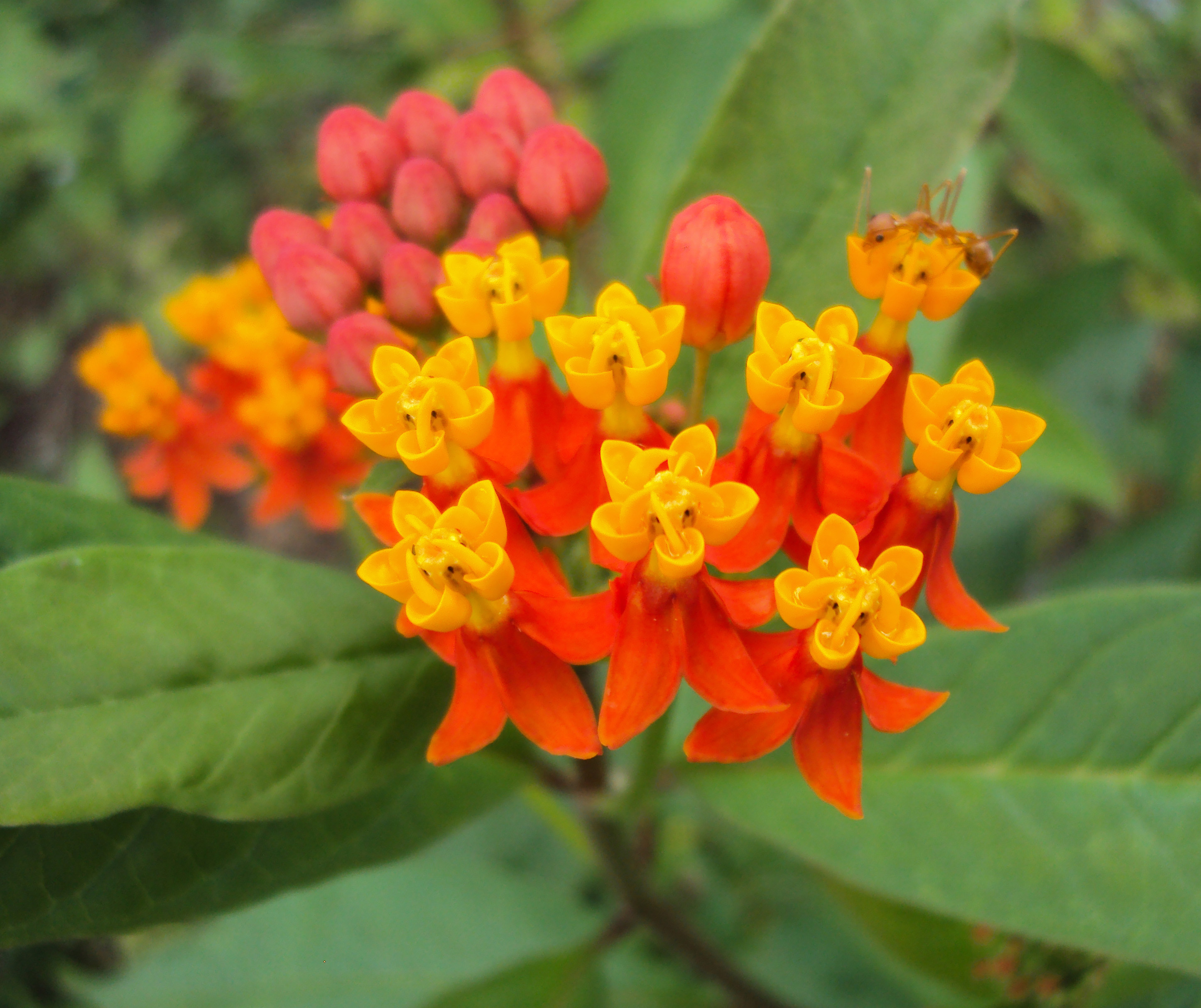
Asclepias curassavica

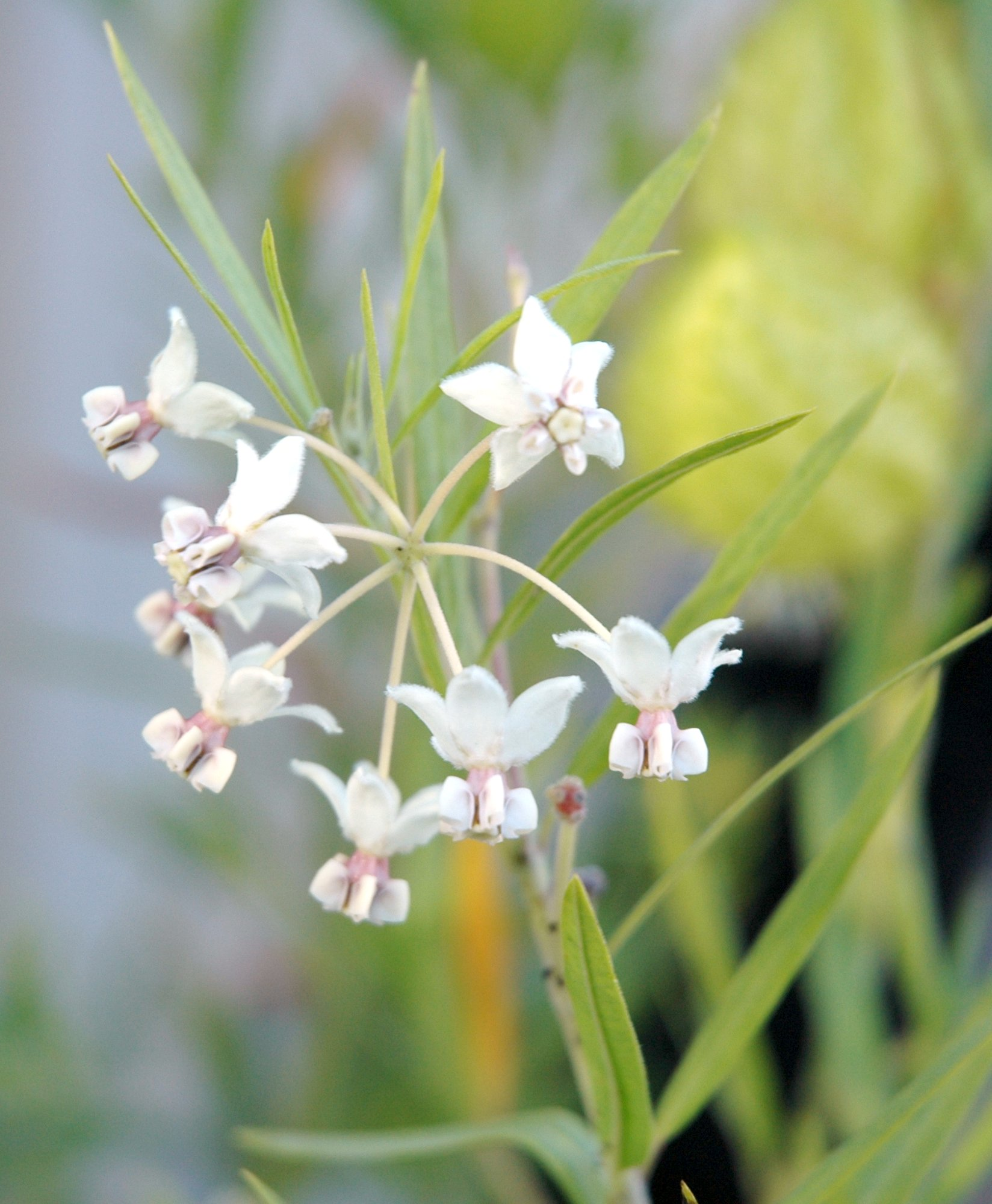
Gomphocarpus fruticosus

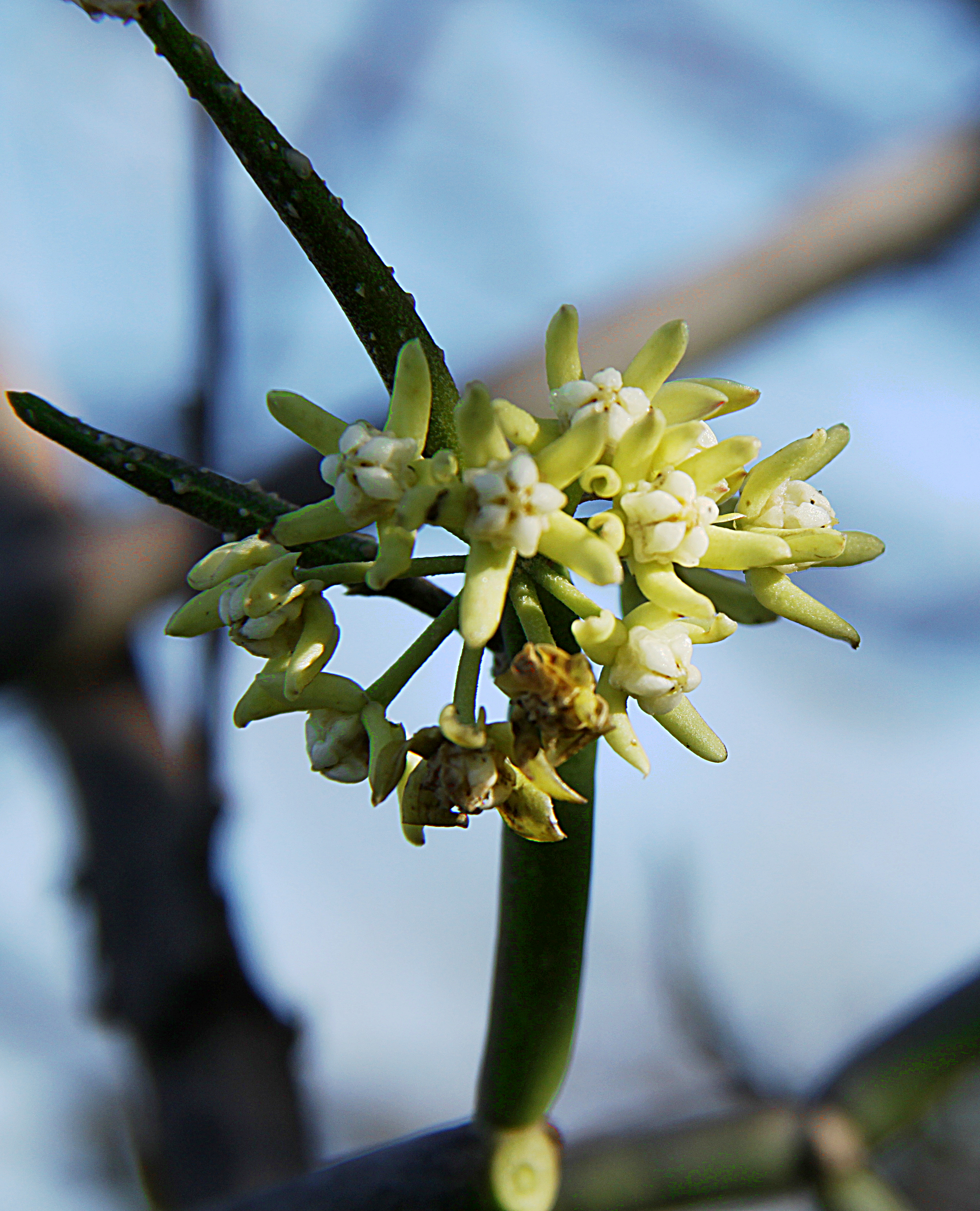
Cynanchum viminale

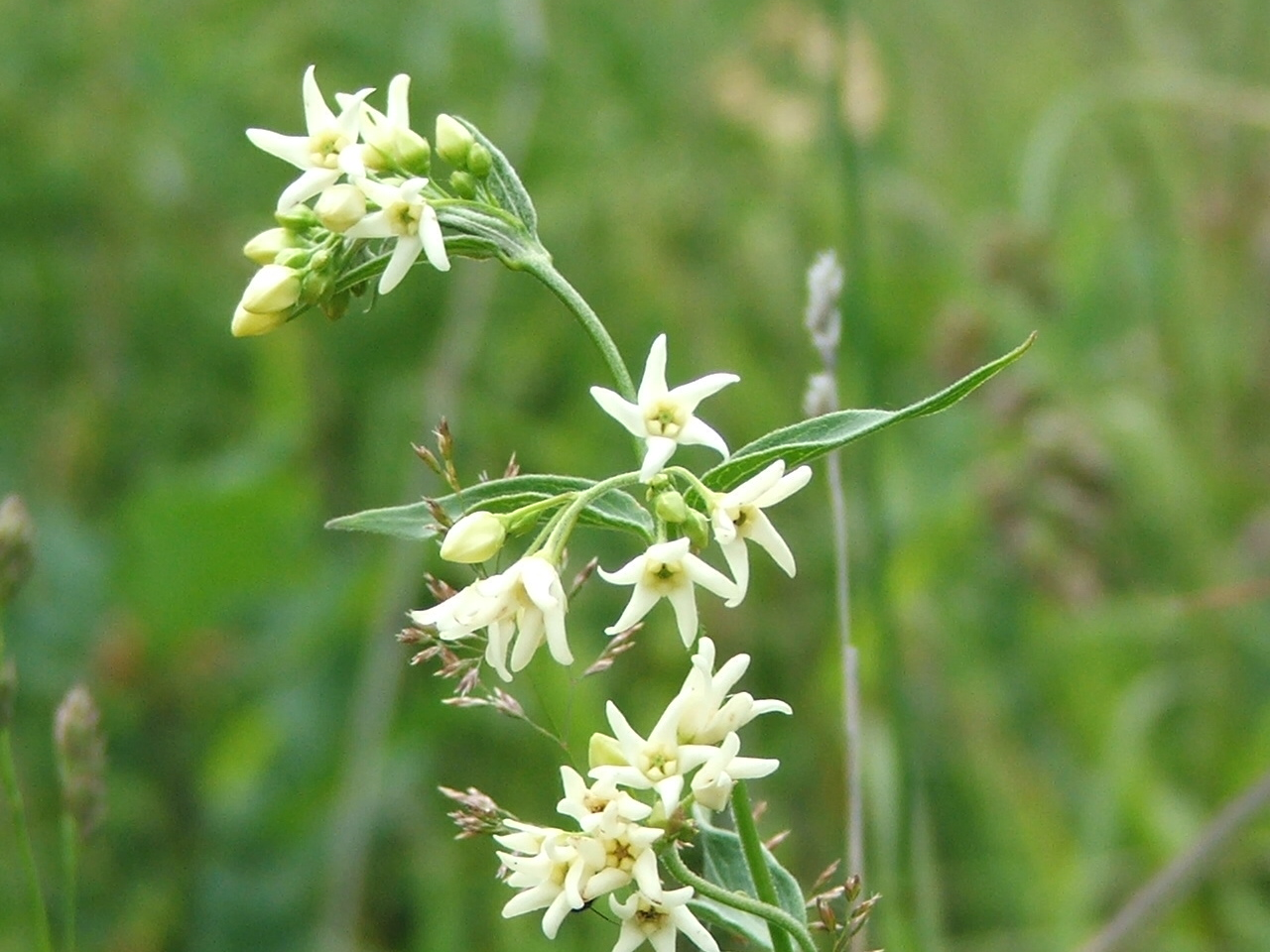
Vincetoxicum hirundinaria

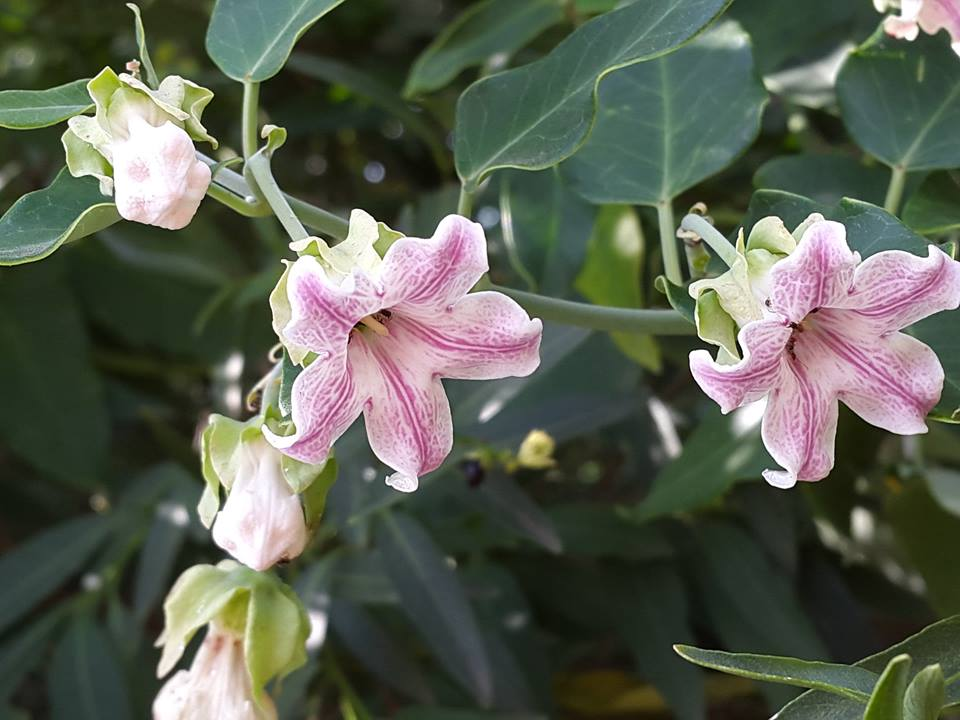
Araujia sericifera

- Tribù Fockeeae H. Kunze, Meve & Liede, 1994
  - Cibirhiza Bruyns, 1988
  - Fockea Endl., 1839
- Tribù Eustegieae Rchb. ex Liede & Meve, 2014
  - Emicocarpus K. Schum. & Schltr., 1900
  - Eustegia R. Br., 1810
- Tribù Marsdenieae Benth., 1868
  - Anatropanthus Schltr., 1908
  - Anisopus N.E. Br., 1895
  - Asterostemma Decne., 1838
  - Campestigma Pierre ex Costantin, 1912
  - Cathetostemma Blume, 1849
  - Cionura Griseb., 1844
  - Cosmostigma Wight, 1834
  - Dischidia R.Br., 1810
  - Dolichopetalum Tsiang, 1973
  - Gongronema (Endl.) Decne., 1844
  - Gunnessia P.I. Forst., 1990
  - Gymnema R.Br., 1810
  - Heynella Backer, 1950
  - Hoya R. Br., 1810
  - Jasminanthes Blume, 1850
  - Lygisma Hook. f., 1883
  - Marsdenia R.Br., 1810
  - Oreosparte Schltr., 1916
  - Pycnorhachis Benth., 1876
  - Rhyssolobium E. Mey., 1838
  - Sarcolobus R.Br., 1810
  - Stephanotis Thouars, 1806
  - Stigmatorhynchus Schltr., 1913
  - Telosma Coville, 1905
  - Treutlera Hook. f., 1883
  - Wattakaka Hassk., 1857
- Tribù Ceropegieae Decne. ex Orb.,1843
  - Sottotribù Heterostemminae Meve & Liede, 2004
    - Heterostemma Wight & Arn., 1834

  - Sottotribù Leptadeniinae Meve & Liede, 2004
    - Conomitra Fenzl, 1839
    - Leptadenia R. Br., 1810
    - Orthanthera Wight, 1834
    - Pentasachme Wall., 1834

  - Sottotribù Anisotominae Meve & Liede, 2004
    - Anisotoma Fenzl, 1844
    - Emplectanthus N.E. Br., 1908
    - Neoschumannia Schltr., 1905
    - Riocreuxia Decne., 1844
    - Sisyranthus E. Mey., 1838

  - Sottotribù Stapeliinae G. Don, 1837
    - Anomalluma Plowes, 1993
    - Apteranthes J.C. Mikan, 1835
    - Australluma Plowes, 1995
    - Baynesia Bruyns, 2000
    - Boucerosia Wight & Arn., 1834
    - Brachystelma Sims, 1822
    - Caralluma R. Br., 1810
    - Caudanthera Plowes, 1995
    - Ceropegia L., 1753
    - Desmidorchis Ehrenb., 1832
    - Duvalia Haw., 1812
    - Duvaliandra M.G. Gilbert, 1980
    - Echidnopsis Hook. f., 1871
    - Edithcolea N.E. Br., 1895
    - Hoodia Sweet ex Decne., 1844
    - Huernia R. Br., 1810
    - Larryleachia Plowes, 1996
    - Lavrania Plowes, 1986
    - Monolluma Plowes, 1995
    - Notechidnopsis Lavranos & Bleck, 1985
    - Ophionella Bruyns, 1981
    - Orbea Haw., 1812
    - Orbeanthus L.C. Leach, 1978
    - Pectinaria Haw., 1819
    - Piaranthus R.Br., 1810
    - Pseudolithos P.R.O. Bally, 1965
    - Quaqua N.E. Br., 1879
    - Rhytidocaulon P.R.O. Bally, 1962
    - Richtersveldia Meve & Liede, 2002
    - Socotrella Bruyns & A.G. Miller, 2002
    - Stapelia L., 1753
    - Stapelianthus Choux ex White & Sloane, 1933
    - Stapeliopsis Pillans, 1928
    - Tavaresia Welw., 1854
    - Tridentea Haw., 1812
    - Tromotriche Haw., 1812
    - Whitesloanea Chiov., 1937
- Tribù Asclepiadeae Duby, 1828
  - Sottotribù Astephaninae Endl. ex Meisn., 1840
    - Astephanus R.Br., 1810
    - Microloma R.Br., 1810
    - Oncinema Arn., 1834

  - Sottotribù Asclepiadinae Endl. ex Meisn., 1840
    - Aidomene Stopp, 1967
    - Asclepias L., 1753
    - Aspidoglossum E. Mey., 1838
    - Aspidonepsis Nicholas & Goyder, 1992
    - Calciphila Liede & Meve, 2006
    - Calotropis R.Br., 1810
    - Cordylogyne E. Mey., 1838
    - Fanninia Harv., 1868
    - Glossostelma Schltr., 1895
    - Gomphocarpus R.Br., 1810
    - Kanahia R.Br., 1810
    - Margaretta Oliv., 1875
    - Miraglossum Kupicha, 1984
    - Odontostelma Rendle, 1894
    - Oxystelma R.Br., 1810
    - Pachycarpus E. Mey., 1838
    - Parapodium E. Mey., 1838
    - Pergularia L., 1767
    - Schizoglossum E. Mey., 1838
    - Solenostemma Hayne, 1825
    - Stathmostelma K. Schum., 1893
    - Stenostelma Schltr., 1894
    - Trachycalymma (K. Schum.) Bullock, 1953
    - Woodia Schltr., 1894
    - Xysmalobium R.Br., 1810

  - Sottotribù Cynanchinae K. Schum., 1895
    - Adelostemma Hook. f., 1883
    - Cynanchum L., 1753
    - Glossonema Decne., 1838
    - Graphistemma (Champ. ex Benth.) Champ. ex Benth., 1876
    - Holostemma R.Br., 1810
    - Mahawoa Schltr., 1916
    - Metaplexis R. Br., 1810
    - Odontanthera Wight, 1838
    - Pentarrhinum E. Mey., 1838
    - Raphistemma Wall., 1831
    - Schizostephanus Hochst. ex Benth., 1876
    - Seshagiria Ansari & Hemadri, 1971
    - Sichuania M.G. Gilbert & P.T. Li, 1995

  - Sottotribù Tylophorinae K. Schum., 1895
    - Merrillanthus Chun & Tsiang, 1941
    - Pentastelma Tsiang & P.T. Li, 1974
    - Pentatropis R. Br. ex Wight & Arn., 1834
    - Vincetoxicum Wolf, 1776

  - Sottotribù Pentacyphinae Liede & Meve, 2014
    - Pentacyphus Schltr., 1906

  - Sottotribù Diplolepinae Liede & Meve, 2014
    - Diplolepis R.Br., 1810

  - Sottotribù Orthosiinae Liede & Rapini, 2005
    - Jobinia E. Fourn., 1885
    - Monsanima Liede & Meve, 2013
    - Orthosia Decne., 1844
    - Scyphostelma Baill., 1890

  - Sottotribù Metastelmatinae Endl. ex Meisn., 1840
    - Barjonia Decne., 1844
    - Blepharodon Decne., 1844
    - Ditassa R.Br., 1810
    - Hemipogon Decne., 1844
    - Hypolobus E. Fourn., 1885
    - Metastelma R.Br., 1810
    - Minaria T.U.P. Konno & Rapini, 2006
    - Nautonia Decne., 1844
    - Nephradenia Decne., 1844
    - Peplonia Decne., 1844
    - Petalostelma E. Fourn., 1885
    - Rhyssostelma Decne., 1844

  - Sottotribù Tassadiinae Liede & Meve, 2014
    - Stenomeria Turcz., 1852
    - Tassadia Decne., 1844

  - Sottotribù Oxypetalinae E. Fourn., 1878
    - Araujia Brot., 1817
    - Funastrum E. Fourn., 1882
    - Morrenia Lindl., 1838
    - Oxypetalum R.Br., 1810
    - Philibertia Kunth, 1818
    - Tweedia Hook. & Arn., 1834
    - Widgrenia Malme, 1900

  - Sottotribù Gonolobinae G. Don ex Liede, 1997
    - Fischeria DC., 1813
    - Gonolobus Michx., 1803
    - Gyrostelma E. Fourn., 1885
    - Ibatia Decne., 1844
    - Lachnostoma Kunth, 1818
    - Macroscepis Kunth, 1818
    - Matelea Aubl., 1775
    - Phaeostemma E. Fourn., 1885
    - Pherotrichis Decne., 1838
    - Pseudolachnostoma Morillo, 2012
    - Rhytidostemma Morillo, 2013
    - Rojasia Malme, 1905
    - Schubertia Mart., 1824
    - Stelmagonum Baill., 1890
    - Tylodontia Griseb., 1866